# قرار مجلس الأمن التابع للأمم المتحدة رقم 2006
قرار مجلس الأمن التابع للأمم المتحدة رقم 2006، المتخذ بالإجماع في 14 سبتمبر 2011.

## القرار
من خلال اتخاذ القرار 2006 (2011) بالإجماع، أشار المجلس إلى أنه كان يلغى النظام الأساسي المحكمة الجنائية الدولية لرواندا بتمديد ولاية السيد حسن بوبكر جالو، التي تنتهي في 31 كانون الأول/ديسمبر 2011، لفترة ثلاث سنوات إضافية. كما أشار إلى أن التمديد الحالي خضع لإنهاء سابق من قبل مجلس الأمن عند انتهاء عمل المحكمة.
يشير النص الحالي إلى قرار مجلس الأمن 1966 (2010)، الذي دعا المحكمة الدولية المكلفة بمحاكمة الأشخاص المسؤولين عن الانتهاكات الجسيمة للقانون الإنساني الدولي خلال الإبادة الجماعية عام 1994 إلى اتخاذ جميع التدابير الممكنة لإنجاز جميع أعمالها المتبقية في موعد لا يتجاوز 31 كانون الأول / ديسمبر 2014.

## روابط خارجية
- نص القرار في undocs.org